# Husiti
Husiti (češki: Husité ili Kališníci) su bili pripadnici predprotestantskog radikalnog reformističke pokreta vođeni učenjima češkog reformatora Jana Husa, najpoznatijeg predstavnika Češke reformacije. 
Husitski pokret započeo je u Kraljevini Bohemiji te se je brzo proširio na ostale zemlje Krune sv. Vaclava, uključujući Moravsku i Šlesku. Također je zahvatio sjeverne predjele Kraljevine Ugarske (današnja Slovačka), ali je ubrzo bio odvraćen i ostao na lošem glasu jer su husitski vojnici harali i pljačkali. Također su postojale male privremene zajednice u Poljsko-Litavskoj Uniji i Transilvaniji koje su ubrzo bile protjerane u Češku radi vjerske netolerancije. Pokret je bio regionalnog značaja te se nije uspio proširiti u udaljenijim predjelima. Husiti su većinski bili utrakvistički pokret (kalikstinci) sa značajnim udjelom taborićana, dok su regionalno postojali manji pokreti adamita, orebiti i sirotci. Veći husitski teolozi su bili Petr Chelčický, Jeronim Praški i drugi. Značajan broj čeških narodnih heroja su bili husiti, uključujući i Jana Žižku, predvodnika obrane od pet uzastopnih križarskih ratova proglašenih protiv husita od Svete Stolice. Husitski pokret kao dominantno vjerski pokret je bio propagiran društvenim problemima te je ojačao češku nacionalnu svijest. 
Nakon što je Sabor u Konstanzu namamio Jana Husa pismom garancije njegove sigurnosti, a zatim mu sudio za krivovjerje te ga osudio na smrt na lomači 6. srpnja 1415. g., Husiti su započeli Husitske ratove (1419. – 1436.) iz vjerskih i političkih razloga. Završetkom Husitskih ratova utrakvisti (kalikstinci) su izborili pobjedu nad taborićanima i postali predstavnicima husitske vjeroispovijesti u Češkoj. Utrakviste i katolike se izjednačilo pred zakonom u Češkoj Kutnohorskim vjerskim mirom 1485. godine. 
Češka i Moravska (današnja Češka Republika) ostale su većinski husitskima skoro dva stoljeća sve dok rimsko-njemački car nije ponovno uspostavio primat rimokatoličke Crkve pobjedom u bitci na Bijeloj gori 8. studenoga 1620. g. tijekom Tridesetogodišnjeg rata. Zbog reuspostave rimokatoličke Crkve u Češkoj i više stoljeća habsburškog progona, husitska tradicija je minorno zastupljena u Crkvama poput Unitas Fratrum i Crkva čehoslovačka husitska.  